# Постышев, Павел Петрович
Па́вел Петро́вич По́стышев (6 (18) сентября 1887, Иваново-Вознесенск, Шуйский уезд, Владимирская губерния, Российская империя — 26 февраля 1939, Бутырская тюрьма, Москва, СССР) — советский государственный и партийный деятель, партийный пропагандист и публицист; один из организаторов политических репрессий 1937—1938 гг. в СССР.

## Биография

### Происхождение
Родился 6 (18) сентября 1887 года в Иваново-Вознесенске в семье ткача. По национальности русский. С 9 лет начал работать учеником щёточника, с 12 — на фабрике учеником электромонтера.

### Революционная и партийная деятельность
С 1900 года участвовал в рабочих кружках. Член РСДРП(б) с 1904 года, парторг на фабрике Гарелина. Участник Первой Русской революции и знаменитой Ивановской стачки, был ранен во время «расстрела на Талке» в июне 1905 года и уволен с фабрики.
В июне 1906 избран членом правления профсоюза ситцепечатников, член Ивановского городского комитета РСДРП. В ноябре того же года опять уволен. В ноябре 1907 организовал однодневную стачку протеста против разгона Госдумы и был арестован. После освобождения перешел на нелегальное положение. 8 марта 1908 года на партконференции в Авдотьине был избран руководителем Ивановского горкома большевиков, но уже 24 апреля арестован и отправлен во Владимирскую каторжную тюрьму. В декабре 1912 года отправлен на поселение в Иркутскую губернию, куда прибыл в январе 1913 г. (село Усть-Уда). 1914—1916 жил в Иркутске, работал монтёром на городской электрической станции. В 1914—1917 годах член Иркутского бюро РСДРП.
С марта 1917 года член, с августа заместитель председателя Иркутского совета. С декабря 1917 года член военно-революционного комитета, председатель Центрального бюро профсоюзов. С 1918 года председатель Ревтрибунала, член Центросибири и его представитель в Дальневосточном СНК. В 1919 участвовал в партизанском движении, комиссар в отряде Ивана Шевчука и председатель сельсовета в Тунгусской волости. В 1920 году уполномоченный ЦК РКП(б) по ДВР. В 1921—1922 годах уполномоченный правительства Дальневосточной республики (ДВР) по Прибайкальской области, в октябре-декабре 1921 года член Военного совета Приамурского военного округа, в декабре 1921 года — феврале 1922 года — Восточного фронта ДВР, затем председатель Прибайкальского губисполкома, участник Волочаевских боев. С апреля 1922 года областной комиссар ДВР в Верхнеудинске.
С августа 1923 года заведующий организационно-инструкторским отделом Киевского губкома КП(б) Украины. С мая председатель губернской контрольной комиссии, с сентября 1924 года секретарь Киевского губкома (затем окружкома) партии. С 1925 года кандидат, с 1927 года член ЦК ВКП(б). С ноября 1926 года — секретарь Харьковского окружкома и ЦК КП(б) Украины. В 1930—1933 годах — секретарь ЦК ВКП(б), с 1931 по 1933 заведующий Организационно-инструкторским отделом ЦК ВКП(б).
В ноябре 1932, во время голода в Нижнем Поволжье и на Украине, в качестве особоуполномоченного представителя ЦК и СНК СССР был направлен в Нижнее Поволжье, в декабре 1932 — на Украину (вместе с Л. М. Кагановичем) для осуществления экстренных мер по выполнению плана хлебозаготовок.
С января 1933 второй секретарь ЦК КП(б) Украины и секретарь Харьковского обкома. После переезда столицы УССР в Киев в июле 1934 стал первым секретарём Киевского обкома. Как отмечает историк Юрий Шаповал, назначение Павла Постышева вторым секретарём ЦК КП(б)У с сохранением должности секретаря ЦК ВКП(б) явилось следствием постановления ЦК ВКП(б) от 24 января 1933 года, сурово осуждавшего украинскую парторганизацию за невыполнение плана хлебозаготовок. Выступал против форсированной сплошной коллективизации.
Инициатор создания светского праздника «Новый год» взамен праздника Рождества Христова в 1935 году. 28 декабря 1935 года в газете «Правда» было опубликовано письмо Постышева о праздновании Нового года вместо Рождества и официальном признании Новогодней ёлки (ранее была запрещена как «поповский пережиток»).
Кандидат в члены Политбюро ЦК ВКП(б) с 10 февраля 1934 по 14 января 1938. По некоторому утверждению, усомнился в вине Бухарина. В январе 1937 года освобождён от должности секретаря Киевского обкома, в марте — 2 секретаря ЦК КПУ и назначен секретарём Куйбышевского обкома ВКП(б). На этой должности приобрёл печальную известность массовым поиском «врагов народа», а также кампаниями по поиску с лупой «фашистских символов» на школьных тетрадях, пищевых продуктах и т. д.:
Вот другие факты из того же ряда. В середине 1937 года в магазинах Чапаевска и Сызрани вдруг не стало спичек, но проверка показала, что ящики с этим товаром штабелями лежат на складах. Торговые руководители объяснили, что продукция не отгружается в магазины по приказу Постышева, который при изучении спичечной этикетки нашёл в линиях на ней отчётливый профиль Троцкого. Затем в августе перед началом учебного года в ряд районов перестали поступать школьные тетради. И уж совсем вопиющей неожиданностью для всех стало изъятие из продажи в продовольственных магазинах любительской колбасы. Оказалось, какой-то клеветник сообщил Постышеву, что на разрезе колбасы, в её середине, отчётливо проступают контуры фашистской свастики. По поводу всех этих фактов на пленуме Фрунзенского райкома ВКП(б) областного центра Постышев высказался так: «Я предлагаю прокуратуре и НКВД посадить человек 200 торговых работников, судить их показательным судом и человек 20 расстрелять» .
На одном из пленумов Постышев выступил с речью и, после того, как её раскритиковали, тут же сказал: «Я признаю целиком и полностью свою речь, которую я произнёс здесь, неправильной и непартийной. Как я произнес эту речь, я и сам понять не могу. Я прошу Пленум простить меня. Я не только никогда не был с врагами, но и всегда боролся против врагов…». В декабре 1937 года избран депутатом Верховного Совета СССР от Куйбышевского городского округа.

### Арест и казнь

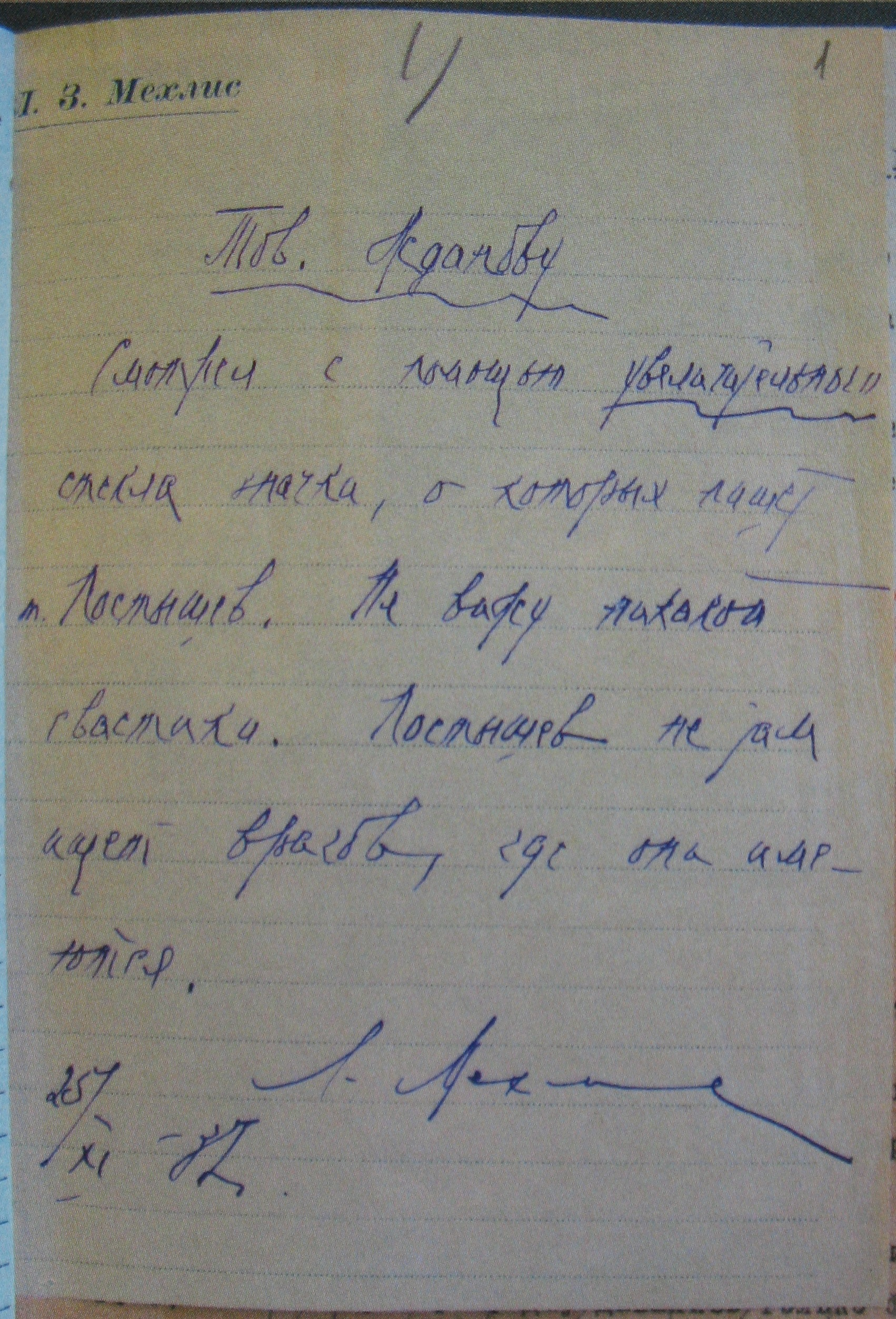
Лев Мехлис: «Постышев ищет врагов [народа] не там, где они имеются». 1937

В ночь на 22 февраля 1938 года вместе с женой Т. Постоловской арестован на своей московской квартире. 26 февраля 1938 года снят со всех постов. 9 апреля 1938 года Постышев написал заявление на имя наркомвнудела Николая Ежова, в котором заверил, что намерен «дать органам следствия откровенные показания о контрреволюционной деятельности против партии и Советской власти, которую я проводил в течение нескольких лет». Следствие констатировало, что «Постышев П. П. на протяжении нескольких лет был членом центра право-троцкистской организации на Украине. В проведении вражеской работы был связан с Косиором, Чубарем, Балицким, Якиром, Ашрафяном, Вегером, Косаревым и другими. Принимал активное участие в организации и руководстве диверсионно-вредительской работой на Украине. С 1920 года был агентом японской разведки, которой поставлял важнейшие шпионские сведения по Советскому Союзу». Внесен в список Л. П. Берии — А. Я. Вышинского от 15.2.1939 г. по 1-й категории. 26 февраля 1939 года года приговорён Военной коллегией Верховного суда СССР к расстрелу и в тот же день расстрелян в Бутырской тюрьме, труп кремирован в Донском крематории. Среди 52 расстрелянных в этот день помимо Постышева были С. В. Косиор и В. Я. Чубарь. Место захоронения — могила невостребованных прахов № 1 крематория Донского кладбища.

## Семья
- Первая жена — Анастасия Николаевна Коновалова, ссыльная революционерка. После Февральской революции осталась в Усть-Уде, а отец забрал сына с собой.
  - Сын — Валентин (1916 — расстрелян 26 августа 1938 г.),
- Вторая жена — Постоловская (по первому мужу М. Ф. Постоловскому) Татьяна Семеновна 1899 г.р., уроженка г. Литина Подольской губ., украинка., по профессии учительница, была в партийном подполье и партизанском движении на Дальнем Востоке, познакомилась с Постышевым в 1917 г. и вышла за него замуж в 1920 г. Арестована одновременно с мужем. Внесена в Сталинский расстрельный список от 20 августа 1938 года № 4 (Жены врагов народа) по 1-й категории. Осуждена и расстреляна 26 августа 1938 г. ВКВС СССР. Место захоронения — спецобъект НКВД «Коммунарка». Реабилитирована посмертно 6 августа 1955 г. ВКВС СССР. Первый муж — М. Ф. Постоловский — расстрелян в августе 1937 году в Москве. Реабилитирован посмертно.
  - Сыновья — Леонид и Владимир (приговорены к длительным срокам, реабилитированы в 1950-е гг.). Владимир, ставший инвалидом в заключении, умер вскоре после освобождения.

## Реабилитация
В 1956 году решением Военной коллегии Верховного Суда СССР полностью реабилитирован, чему немало способствовала симпатия к нему со стороны Н. С. Хрущёва: тот несколько раз отозвался о нём положительно в Докладе на XX съезде КПСС как о «честном, принципиальном большевике». Как отмечает историк О. Хлевнюк, благодаря Хрущёву проводилась линия на то, что «Постышев пострадал за противодействие сталинскому курсу репрессий».
Именно место Постышева занял Хрущев, став кандидатом в члены Политбюро.
По утверждению Службы безопасности Украины, а также согласно решению Апелляционного суда г. Киева, Павел Постышев является одним из организаторов голода на Украине (1932—1933). 13 января 2010 года, при президенте Викторе Ющенко, Апелляционный суд Киева закрыл уголовное дело о Голодоморе на Украине в 1932—1933 годах в связи со смертью обвиняемых.

## Память
Новогодние Ёлки
28 декабря 1935 года в газете «Правда» на третьей странице вышла короткая статья П. П. Постышева «Давайте организуем к новому году детям хорошую ёлку!». Эта инициатива ранее была лично одобрена Сталиным. Первую организованную официальными советскими властями ёлку в СССР увидели жители города Харькова 30 декабря 1935 года. К новому 1937 году была установлена первая кремлёвская новогодняя ёлка. 

### Объекты имени Постышева

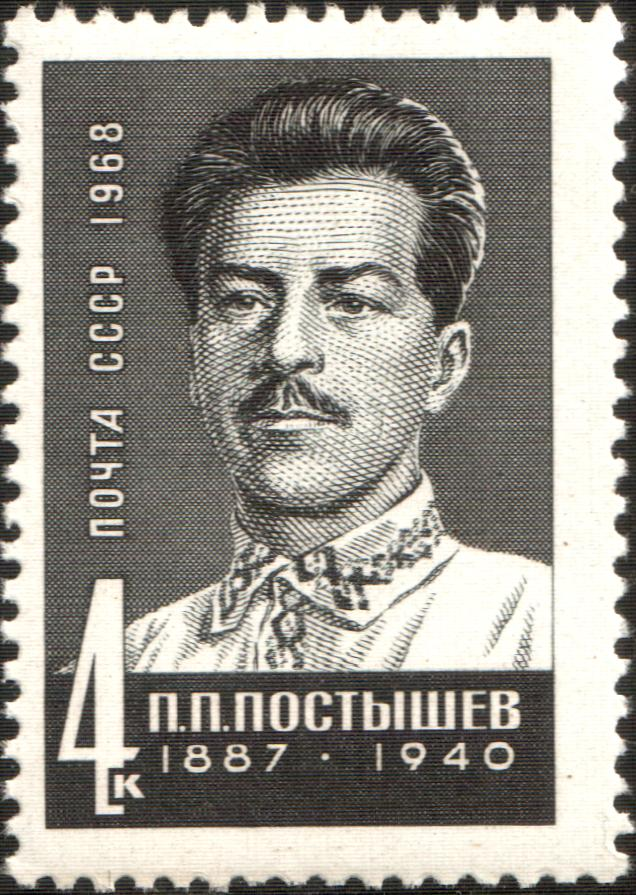
Почтовая марка СССР с неправильной датой смерти, 1968 год

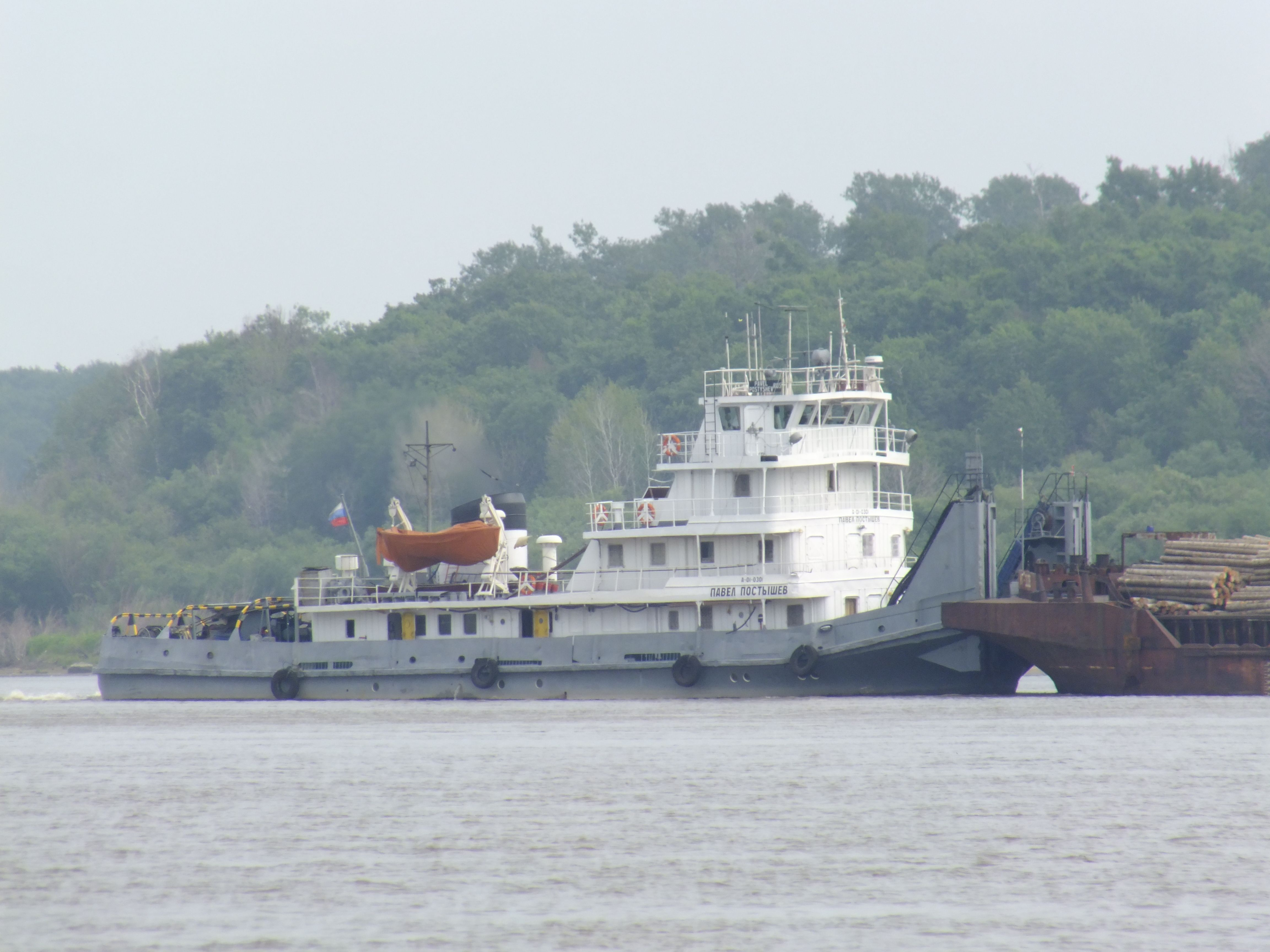
Теплоход «Павел Постышев» на Амуре.

- В 1935—1938 гг. город Покровск Донецкой области назывался Постышево.
- В 1930-х годах на Украине работал детский дом им. Постышева[17].
- Станция Постышево на Дальневосточной железной дороге (БАМ).
- В городе Улан-Удэ (бывший Верхнеудинск) Дом пионеров носил имя П. П. Постышева. Верхнеудинская городская ремесленная школа носила имя П. П. Постышева. Школа открылась 21 февраля 1923 года[18].
- Харьковский Дворец пионеров и школьников долгое время носил имя Павла Постышева.
- В Харькове в саду «Металлист» в 1977 году Павлу Постышеву был установлен памятник, который снесли 31 января 2015 года «в рамках декоммунизации»[19].
- В 1968 году была выпущена почтовая марка СССР, посвящённая П. П. Постышеву.
- В 1987 году была выпущена 2-я почтовая марка СССР, посвящённая П. П. Постышеву.
- Имя «Павел Постышев» носит речной теплоход-буксир.
- Имя Постышева носила Черниговская фабрика музыкальных инструментов. На её территории установлен памятник Постышеву.

### Улицы имени Постышева
В России
- Улица Постышева — улица в г. Архангельске.
- Улица Постышева — улица в г. Биробиджане.
- Улица Постышева — улица в г. Бугульме.
- Улица Постышева — улица в г. Владивостоке.
- Улица Постышева — улица в г. Находке Приморского края.
- Улица Постышева — улица в г. Иванове.
- Улица Постышева — улица в г. Липецке (Дачный).
- Улица Постышева — улица в г. Нижнем Новгороде.
- Улица Постышева — улица в г. Хабаровске.
- Улица Постышева — улица в г. Челябинске.
- Бульвар Постышева в г. Иркутске.

В Казахстане
- Улица Постышева — улица в г. Алматы.
- Улица Постышева — улица в г. Усть-Каменогорске.
- Улица Постышева — улица в г. Шымкент

На Украине
До 2016 г. объекты в честь Постышева существовали на территории Украины (некоторые из них переименованы в 2015—2016 году)
- Проспект Постышева — проспект в г. Харькове (переименован 20 ноября 2015).
- Улица Постышева — улица в г. Волчанске, Харьковская область.
- Улица Постышева — улица в г. Донецке.
- Улица Постышева — улица в г. Харцызске.
- Улица Постышева — улица в г. Суходольске.
- Улица Постышева — улица в г. Конотопе Сумской области
- Улица Постышева — улица в г. Дебальцево
- Улица Постышева — улица в г. Старобельск Луганской области переименована в ул. Чернова
- Улица Постышева — улица в г. Кривой Рог Днепропетровской области переименована в ул. Вадима Гурова

### Постышев в кинематографе
- «Пароль не нужен» — советский фильм 1967 года, в роли Постышева — Михаил Фёдоров;
- «Сибирский дед» — советский фильм 1974 года, в роли Постышева — Пётр Колбасин;
- «Исаев» — российский сериал 2009 года, в роли Постышева — Андрей Смоляков.

## Сочинения
- Постышев П. Гражданская война на востоке Сибири. Пролетарий, 1928.
- Постышев П. Из прошлого. Киев, 1935; М., 1936.